# Seznam načelnikov Generalštaba Jugoslovanske ljudske armade
Seznam načelnikov Generalštaba Jugoslovanske ljudske armade.

## Seznam
- generalpodpolkovnik Arso Jovanović (1. marec 1945 - 15. september 1948)
- generalpolkovnik Koča Popović (15. september 1948 - 27. januar 1953)
- generalpolkovnik Peko Dapčević (27. januar 1953 - 29. april 1955)
- generalpolkovnik Ljubo Vučković (29. april 1955 - 16. junij 1961)
- generalpolkovnik Rade Hamović (16. junij 1961 - 15. junij 1967)
- generalpolkovnik Miloš Šumonja (15. junij 1967 - 5. januar 1970)
- generalpolkovnik letalstva Viktor Bubanj (5. januar 1970 - 15. oktober 1972)
- generalpolkovnik Stane Potočar - Lazar (15. oktober 1972 - 10. julij 1979)
- admiral Branko Mamula (10. julij 1979 - 5. maj 1982)
- generalpolkovnik Petar Gračanin (5. maj 1982 - 1. september 1985)
- generalpolkovnik Zorko Čanadi (1. september 1985 - 15. september 1987)
- generalpolkovnik Stevan Mirković (15. september 1987 - 29. september 1989)
- generalpolkovnik Blagoje Adžić (29. september 1989 - 27. februar 1992)